# Соусие
Соусие (на китайски: 搜諧; на пинин: Sōuxié) е шанюй на хунну, управлявал в периода 20 – 12 година пр.н.е.

## Живот
Той е син на шанюя Хухансие и наследява трона след смъртта на по-големия си брат Фуджулей. Соусие продължава тяхната политика и през целия си живот управлява като васал на империята Хан.
Соусие умира през 12 година пр.н.е. и е наследен от своя по-малък брат Дзюя.